# Orle Turniczki

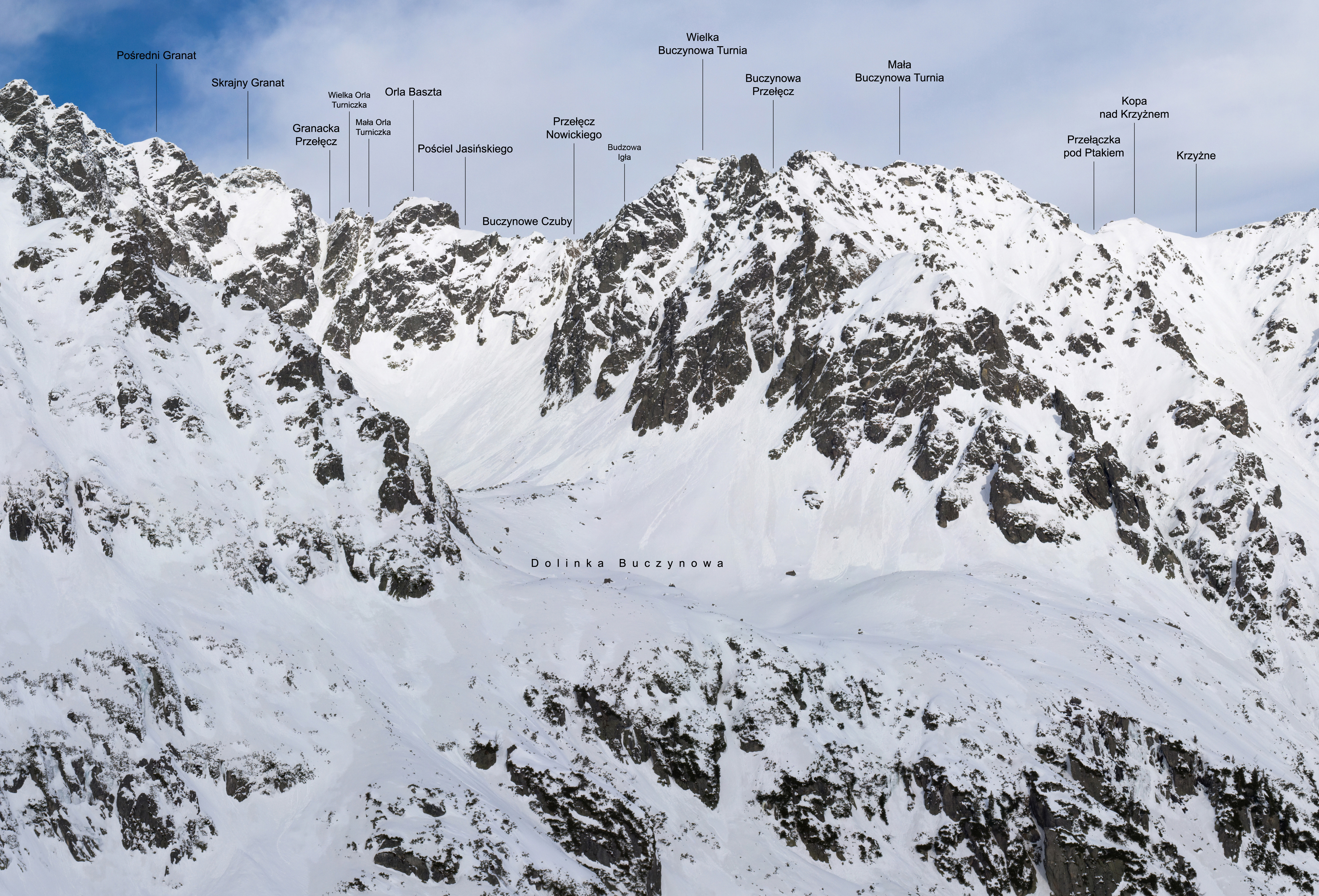
Orle Turniczki wśród podpisanych obiektów w lewej części zdjęcia

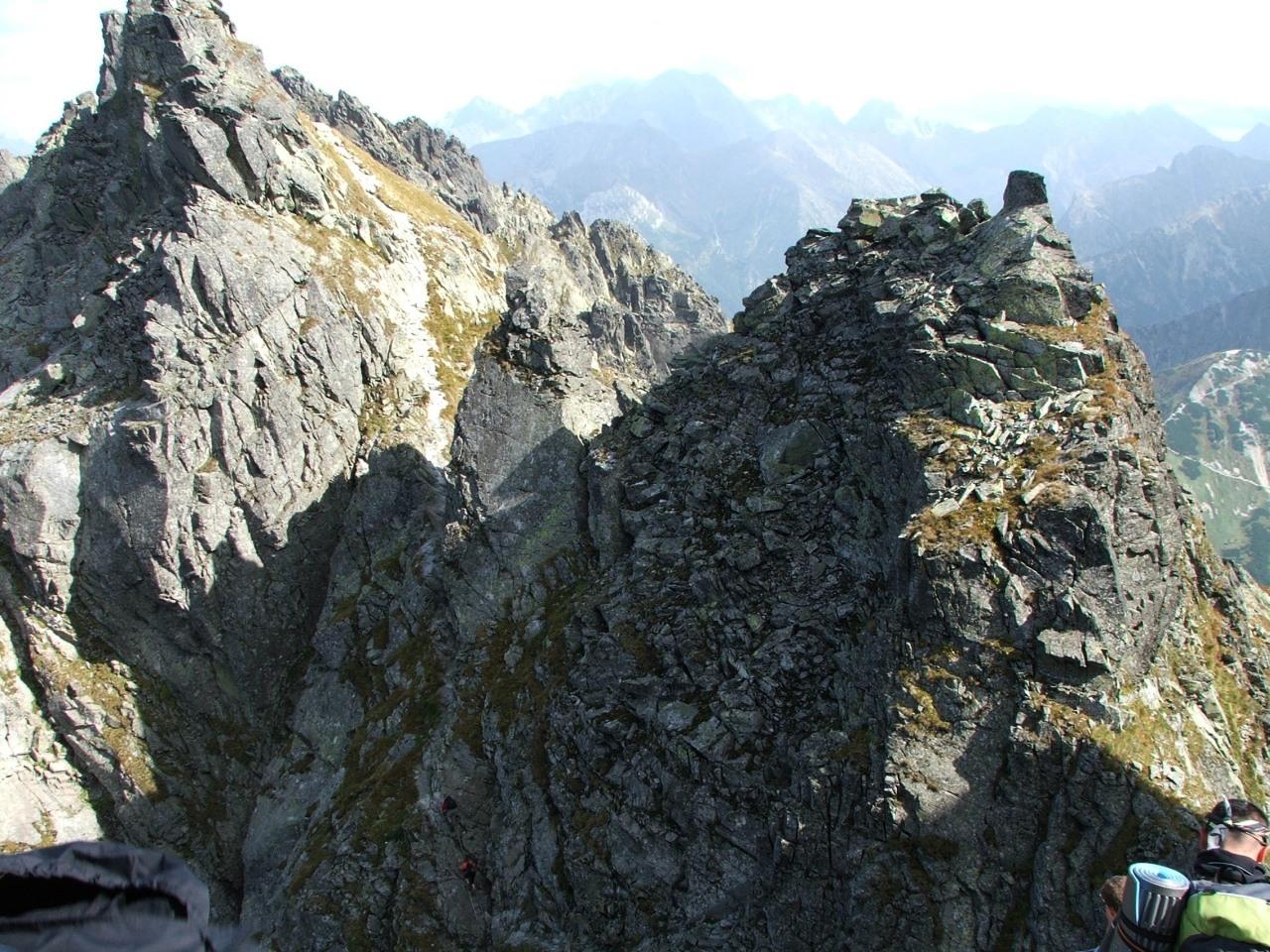
Grań Orlich Turniczek z przodu, w tyle Orla Baszta

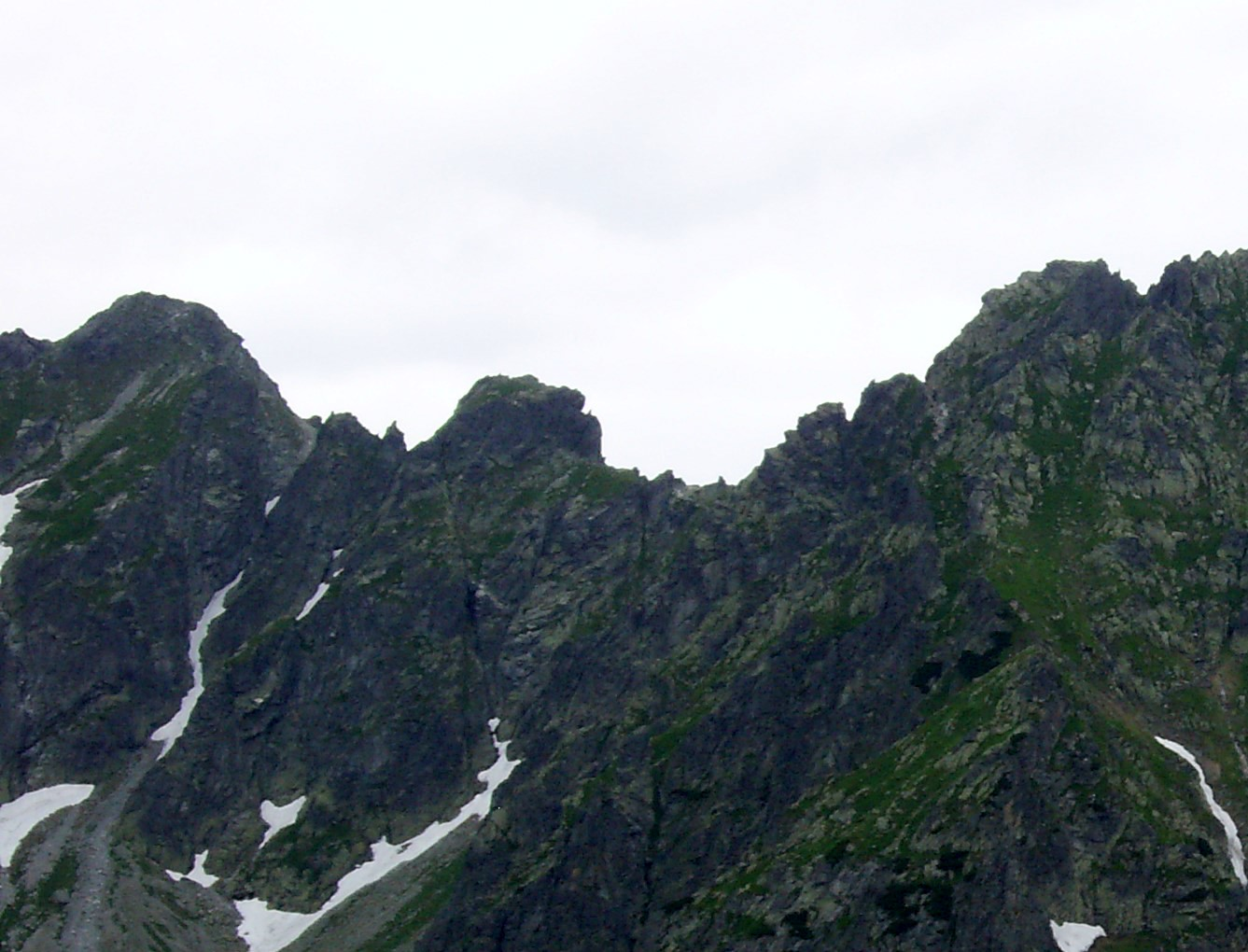
Wielka i Mała Orla Turniczka widoczne w lewej stronie zdjęcia, pomiędzy Skrajnym Granatem a Orlą Basztą

Orle Turniczki (słow. Orlí vežičký) – dwie turnie w długiej wschodniej grani Świnicy w polskich Tatrach Wysokich. Dokładniej znajdują się w zachodniej grani Orlej Baszty (2175 m) opadającej na szeroką Granacką Przełęcz, oddzielającą jej masyw od Skrajnego Granatu, najbardziej na północ wysuniętego z Granatów.
W grani między Skrajnym Granatem a Orlą Basztą wyróżnia się następujące obiekty:
- Granacka Przełęcz (ok. 2145 m),
- Wielka Orla Turniczka (ok. 2160 m),
- Orla Przełączka Wyżnia,
- Mała Orla Turniczka,
- Orla Przełączka Niżnia o dwóch siodłach[2].

Południowe stoki Orlich Turniczek opadają do Dolinki Buczynowej, północne do doliny Pańszczycy. Ze wschodniego siodełka Orlej Przełączki Niżniej w kierunku doliny Pańszczycy schodzi wąska rynna.
Wierzchołki Orlich Turniczek są niedostępne dla turystów. Z Granackiej Przełęczy szlak Orlej Perci prowadzi północnymi stokami Wielkiej i Małej Orlej Turniczki. Odcinek ten jest eksponowany i zabezpieczony łańcuchami, a także czterometrową drabinką i umieszczoną za nią pojedynczą klamrą. Najtrudniejsze miejsca tego trawersu to dziura w szlaku przy zejściu z Granackiej Przełęczy i przejście okolic wspomnianej drabinki. Na drugą stronę grani Orla Perć przechodzi na Orlej Przełączce Niżniej.
Pierwsze odnotowane wejścia:
- Wielka Orla Turniczka – Zygmunt Klemensiewicz, Jerzy Maślanka, 13 sierpnia 1904 r.,
- Mała Orla Turniczka – Zygmunt Klemensiewicz, Roman Kordys, 3 sierpnia 1905 r.[1]

## Szlaki turystyczne
– czerwony (Orla Perć) przebiegający granią główną z Zawratu przez Kozi Wierch, Granaty i Buczynowe Turnie na Krzyżne.
- Czas przejścia z Zawratu na Krzyżne: 6:40 h
- Czas przejścia z Krzyżnego na Kozi Wierch (część Zawrat – Kozi Wierch jest jednokierunkowa!): 3:35 h